# Morski anđeo
Morski Anđeo (lat. Pneumodermopsis paucidens) mekušac iz porodice Pneumodermatidae, dio natporodice Clionoidea. Vrsta je plivajućeg morskog puža iz Atlantika i Mediterana. Prvi puta otkriven je u Jadranu u 10. mjesecu 2019. godine kod otoka Čiovo.
Morski anđeli nemaju sluzavo stopalo, nego su razvili su plašt pomoću kojeg plivaju. Hermafroditi su koji mogu narasti do 5 centimetara, a hrane se drugom vrstom plivajućih puževa, Creseis acicula (sin. Creseis clava), koji su se također pojavili u Jadranu.

## Sinonimi
- Dexiobranchaea paucidens Boas, 1886
- Pneumodermopsis paucidens paucidens (Boas, 1886)
- Pneumodermopsis paucidens pulex Pruvot-Fol, 1926